# Domácí chemie

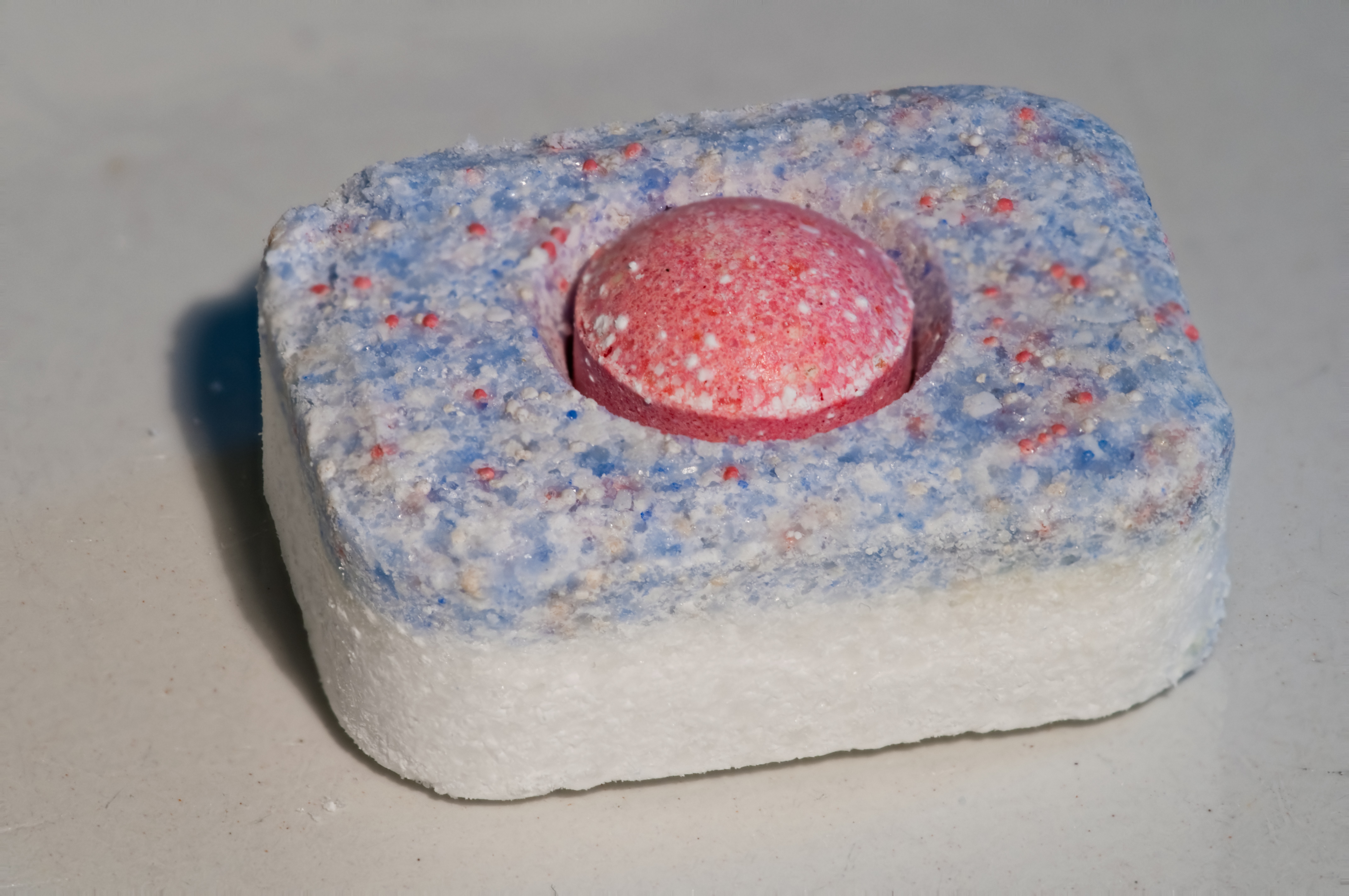
Příklad domácí chemie: tableta čisticího prostředku do myčky nádobí

Jako domácí chemie se označují chemické látky a jejich směsi, které se běžně nacházejí a používají v průměrné domácnosti. Přídatné látky do potravin obecně nepatří do této kategorie, nepoužívají-li se pro jiné účely než je konzumace člověkem. V poslední době se od používání chemikálií v domácnosti ustupuje.[zdroj⁠?!]
Mezi příklady domácí chemie patří:
- chlornan sodný (bělidlo, dezinfekční látka)
- amoniak (součást čisticích prostředků, barev na vlasy apod.)
- hydroxid sodný (čistič kanalizačního potrubí)
- tenzidy (čisticí a prací prostředky)
- ethanol (čisticí prostředky, rozpouštědla)
- aceton (ředidla a rozpouštědla, lak na nehty, odlakovač)
- pyrethroidy (přípravky k hubení hmyzu)
- a mnoho dalších látek a směsí